# Angel (låt av Chiara)
Angel är en låt framförd av Chiara. Den är skriven av Chiara själv. Låten är tillägnad Chiaras man. 
Låten var Maltas bidrag i Eurovision Song Contest 2005 i Kiev i Ukraina. I finalen den 21 maj slutade den på andra plats med 192 poäng. Vann gjorde Grekland. 